# Tiberius Sempronius Gracchus (consul en -215)
Pour les articles homonymes, voir Tiberius Sempronius Gracchus.
Tiberius Sempronius Gracchus est un homme politique et général romain du IIIe siècle av. J.-C., maître de cavalerie sous le dictateur Junius Pera.
Édile en 216 av. J.-C., il est consul en 215 av. J.-C.. Il bat les Campaniens, et est assiégé dans Capoue par Hannibal Barca.
En 214 av. J.-C., il bat Hannon le Grand et délivre Bénévent, grâce à ses légions d'esclaves affranchis.
En 213 av. J.-C., il est réélu consul, et périt dans une embuscade.